# Козьмодемьянск

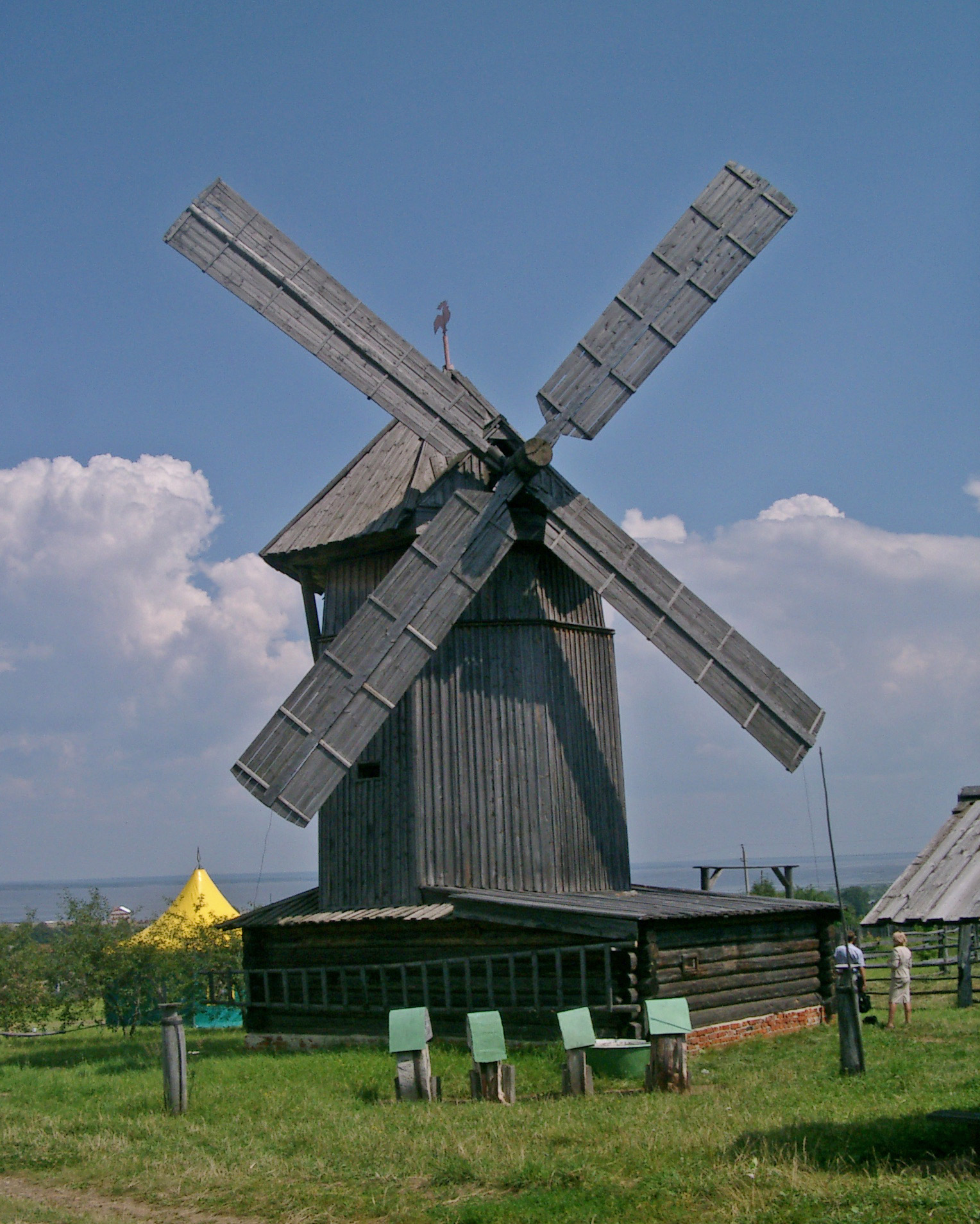
Ветряная мельница в Марийском этнографическом музее

Козьмодемья́нск (горномар. Цикмӓ) — город (с 1708 года) в Республике Марий Эл Российской Федерации. Центр Горномарийского района. Образует городской округ «Город Козьмодемьянск». Является главным культурным центром горных марийцев.

## Этимология
Город был основан в 1583 году как острог Козьмодемьянский. Название связывают с тем, что место для будущего укрепления было выбрано в день, когда православная церковь отмечает память мучеников Космы и Дамиана (в просторечии — Козьмы и Демьяна). С 1781 года — уездный город Козьмодемьянск. До основания острога на его месте находилось чувашское селение Чикмехола — «пограничный город» (чувашское чике — «граница», хола, диалектное хула — «город»). В быту население Горномарийского района до сих пор называет Козьмодемьянск словом «хала», жители города используют название «Кузьма».

## География
Город расположен на высоком правом берегу Волги (Чебоксарское водохранилище), в 104 км юго-западнее Йошкар-Олы. Паромная переправа соединяет город с левобережной частью республики.

## История
Дата основания первого поселения, возникшего на месте современного г. Козьмодемьянска ещё до постройки острога, неизвестна (со 2-й половины XVI века здесь стали селиться и русские).
Козьмодемьянская крепость основана в 1583 году воеводами И. А. Сонцовым-Засекиным, Д. А. Замыцким и И. С. Турениным в связи с мятежом, вошедшее в историографию, как Третья черемисская война. Его основание связано с разгромом Иваном Грозным в октябре 1552 года Казанского ханства и присоединением Среднего Поволжья, в том числе и марийского края, к Русскому государству. О происхождении названия города существует следующее предание: Иван Грозный, возвращаясь после покорения Казани вверх по Волге, 1 ноября 1552 года, в День святых бессребреников Козьмы и Дамиана, остановился на ночлег там, где теперь расположен г. Козьмодемьянск. Местность ему понравилась, и он распорядился основать здесь крепость во имя этих святых. Первыми поселенцами стали стрельцы и однодворцы, впоследствии к ним присоединились новокрещённые. Позднее сюда переводились и переселялись люди из Свияжска и Нижегородской губернии.
Острог был расположен в нагорной части. С южной стороны естественной оградой был глубокий овраг, от него в северо-восточном направлении тянулся земляной вал по краю горы. От казначейства по прямой линии к базарной площади и р. Волге шёл ров до того места, где в 1698 году была построена часовня. Около рва, вероятно, существовала деревянная стена. В местности расположения острога находится в настоящее время Троицкая церковь. В трёх верстах от города находится высокая земляная насыпь. Предание говорит, что здесь был сторожевой пункт стрельцов.
Под именем города Козьмодемьянск впервые упоминается в актах 1609 года.
В 1648 году из Козьмодемьянска на Симбирскую черту были переведены пешие стрельцы, где они основали Стрелецкую слободу (ныне село Базарный Урень).
В 1670—1671 годах жители принимали участие в восстании Разина.
18 декабря 1708 года при разделении России на восемь губерний г. Козьмодемьянск был приписан к Казанской губернии, а в 1718 году назначен уездным городом Казанского наместничества. 18 октября 1781 года утверждён герб г. Козьмодемьянска: в красном поле золотой лук, на него положены три стрелы того же металла.
Город неоднократно страдал от пожаров (в 1694, 1758, 1833, 1872).
Первые жилые строения возникли в районе расположения острога. Отсюда город рос по направлению к востоку, по низменному берегу р. Волги. Сформировались две части города: нагорная, незначительная по величине, именуемая Загородной слободой, и низменная — большая. В 1775 году в Козьмодемьянске насчитывалось 464 двора. Город состоял из малых деревянных домов, крытых драницами. Улицы были расположены беспорядочно, отличались множеством переулков. После пожара 26 мая 1833 года, когда сгорело 418 домов, город стал застраиваться по плану, высочайше утверждённому 1 марта 1835 года.
Учебных заведений в городе в XIX веке насчитывалось пять: городское трёхклассное училище (1791), женское училище (1862), черемисская женская школа Братства св. Гурия при монастыре (1876), две мужские церковно-приходские школы (1885 и 1888). При городском трёхклассном училище имелась метеорологическая станция, открытая 1 июля 1886 года.
Кроме учебных учреждений в городе функционировали городской общественный банк (1875) и общественная библиотека (1882).
В 1861 году была открыта первая в марийском крае стационарная лечебница.
В 1886 году земством было куплено большое каменное двухэтажное здание, отстроенное в 1867—1868 годах под больницу. В 1887 году при ней учреждена бактериологическая лаборатория.
Изобилие лесных дач и удобные водные пути во второй половине XIX века привели к развитию лесопромышленности. Продажа леса проводилась во время лесной ярмарки (ежегодно проводилось 2 ярмарки — в мае и декабре), считающейся второй по величине в России после Архангельской. В этот период резьба, которой купечество и лесопромышленники украшали свои дома, стала визитной карточкой города.
В 1889 году в Козьмодемьянске насчитывалось 5167 жителей. Основное занятие населения — торговля, ремесла, промыслы, в том числе рыболовство. Местная кустарная промышленность практически не была развита. В окрестностях города функционировали три завода: пиво-медоваренный и две лесопильных.
В XIX веке в городе действовало семь православных церквей, в том числе Богоявленская (1734), Троицкая (1733), Тихвинская (1827), Смоленский собор (1872). Кроме того, была старообрядческая молельня.
В 1917 году в городе установлена советская власть.
В 1918 году открыт народный дом, в 1919 — художественная школа, в 1923 — организован театр «Синяя блуза». Действовали педучилище и сельхозтехникум. В 1919 году в Смоленском соборе открыт музей им. А. В. Григорьева, в котором расположилась картинная галерея, составленная из картин русских художников Волжско-Камской передвижной выставки.
В 1936 году начала функционировать ремонтно-строительная группа. В 1965 году она была преобразована в РСУ, позднее — в СМУ-15, современное название — ОАО «Производственник».
После Великой Отечественной войны 1941—1945 гг. в нагорной части Козьмодемьянска появились кварталы пятиэтажных домов и заводские корпуса, Дворец культуры им. Я. Эшпая, кинотеатр «Акпарс». В нижней части города сохранились деревянные дома.
В 1953 году образовано автотранспортное предприятие.
В 1983 году в возвышенной части города расположилась экспозиция краеведческого музея под открытым небом. Сегодня на территории музея в 6 га сосредоточено около 70 строений и других объектов, а количество экспонатов, отражающих культуру и быт горных мари, приближается к 7,5 тысячам.
В 1991 году открыта одна из первых в Республике Марий Эл гимназия. Функционирует ДОУ «Сказка». Юные таланты детской школы искусств — постоянные дипломанты республиканских конкурсов.
В 2001 году Козьмодемьянск, участвуя в программе «Малые города России», выиграл Грант Сороса.
19 августа 2019 года Козьмодемьянск включён в список монопрофильных муниципальных образований. Козьмодемьянск стал «моногородом».

## Население
| 1859    | 1897    | 1913    | 1926    | 1931    | 1939    | 1959    | 1970    | 1979    | 1989    | 1992    | 1996    |
| ------- | ------- | ------- | ------- | ------- | ------- | ------- | ------- | ------- | ------- | ------- | ------- |
| 4898    | ↗5300   | ↗7300   | ↗7700   | ↗8300   | ↗10 700 | ↗12 625 | ↗15 302 | ↗18 792 | ↗24 746 | ↗25 300 | ↘25 100 |
| 1998    | 2000    | 2001    | 2002    | 2003    | 2005    | 2006    | 2007    | 2008    | 2009    | 2010    | 2011    |
| ↘24 700 | →24 700 | ↘24 600 | ↘22 771 | ↗22 800 | ↘22 700 | →22 700 | ↘22 600 | ↗22 700 | ↗22 730 | ↘21 257 | ↗21 300 |
| 2012    | 2013    | 2014    | 2015    | 2016    | 2017    | 2018    | 2019    | 2020    | 2021    | 2023    |         |
| ↘21 190 | ↘21 038 | ↘20 810 | ↘20 682 | ↘20 505 | ↘20 327 | ↘20 216 | ↘20 134 | ↘20 062 | ↘19 731 | ↘19 355 |         |

На 1 января 2025 года по численности населения город находился на 685-м месте из 1124 городов Российской Федерации.
К 2023 году по отношению к 1992 году население сократилось на 23.5 %.
Национальный состав
По данным Всероссийской переписи населения 2010 года, в городе проживают жители более 27 национальностей.
| № |                           | Численность населения, чел. (2010) | % от всего | % от указав- ших нацио- наль- ность |
| - | ------------------------- | ---------------------------------- | ---------- | ----------------------------------- |
|   | всего                     | 21 257                             | 100,00 %   |                                     |
| 1 | Русские                   | 13 065                             | 61,46 %    | 64,67 %                             |
| 2 | Марийцы                   | 6561                               | 30,87 %    | 32,48 %                             |
|   | горные марийцы            | 2103                               | 9,89 %     | 10,41 %                             |
|   | лугово-восточные марийцы  | 88                                 | 0,41 %     | 0,44 %                              |
| 3 | Татары                    | 194                                | 0,91 %     | 0,96 %                              |
| 4 | Чуваши                    | 160                                | 0,75 %     | 0,79 %                              |
| 5 | Украинцы                  | 84                                 | 0,40 %     | 0,42 %                              |
|   | другие                    | 139                                | 0,65 %     | 0,69 %                              |
|   | указали национальность    | 20 203                             | 95,04 %    | 100,00 %                            |
|   | не указали национальность | 1054                               | 4,96 %     |                                     |

По итогам переписи населения 2020 года проживали следующие национальности (национальности менее 0,1 % и другое см. в сноске к строке «Другие»):
| Национальность | Численность, чел. | Доля     |
| -------------- | ----------------- | -------- |
| Русские        | 12 447            | 63,08 %  |
| Марийцы        | 5952              | 30,17 %  |
| Горные марийцы | 572               | 2,90 %   |
| Татары         | 113               | 0,57 %   |
| Чуваши         | 86                | 0,44 %   |
| Украинцы       | 27                | 0,14 %   |
| Армяне         | 25                | 0,13 %   |
| Другие         | 509               | 2,57 %   |
| Итого          | 19 731            | 100,00 % |

## Инфраструктура
- Межрайонная больница
- Районная центральная (межпоселенческая) библиотека имени Н. Игнатьева
- Городская библиотека
- Горномарийский драматический театр
- Культурно-исторический музейный комплекс
- Этнографический музей под открытым небом им. В. И. Романова. Открыт 26 июня 1983 года[36]
- Центр по развитию физкультуры и спорта

## Образование
- Детский сад № 1 «Росинка»
- Детский сад № 2 «Золотая рыбка»
- Детский сад № 3 «Радуга»
- Детский сад № 4 «Теремок»
- Детский сад № 5 «Сказка»
- Детский сад № 6 «Светлячок»
- Детский сад № 10 «Капелька»
- Лицей
- Средняя общеобразовательная школа № 1
- Средняя общеобразовательная школа № 3 имени Станислава Николаевича Сивкова
- Школа-интернат
- Школа-интернат «Дарование»
- Детская художественная школа
- Детская школа искусств имени А. Я. Эшпая. Открыта в 1953 году[36]
- Дом детского творчества
- Станция юных техников
- Колледж индустрии и предпринимательства

## Экономика
На сегодняшний день в числе наиболее стабильных предприятий города — ООО «Потенциал», ОАО «Мария», ОАО «Завод „Копир“» и ряд других.
Речные «ворота» республики АО «Порт Козьмодемьянск». Это единственное предприятие в Республике Марий Эл, осуществляющее перевозку пассажиров и грузов по Волге и Ветлуге. Оно ведёт добычу с последующей транспортировкой нерудных строительных материалов — песка, щебня, песчано-гравийной смеси, камня гипсового, доломитовой муки, перевозит каменный уголь, цемент, кирпич, промсырьё и др.
В городе функционируют муниципальные унитарные предприятия: «Банно-прачечное хозяйство», «Рынок», «Гостиница „Лада“».
Завод «Потенциал» — занимается производством электроустановочных изделий, входит в концерн Schneider electric.
ОАО «Завод „Копир“» является разработчиком и изготовителем продукции автотракторного электрооборудования, народного хозяйства, соединителей электрических для военного применения. Входит в состав ОАО Концерн «Радиоэлектронные технологии», который входит в «Ростех».
Город находится под постоянной угрозой подтопления чебоксарским водохранилищем.

## Транспорт
Железнодорожное сообщение: отсутствует. Ближайшие ж/д станции находятся в г. Чебоксары (68 км) и в г. Йошкар-Ола (120 км)
Автобусное сообщение: Москва (регулярные рейсы от станций метро  Измайловская,
 Партизанская и  Измайлово), Нижний Новгород, Йошкар-Ола и др.
Износ муниципальных автобусов (ГУ РМЭ «Козьмодемьянского АТП») составляет 100 %. Фактический объём перевозок пассажиров транспортом ГУП РМЭ «Козьмодемьянское АТП» за 6 месяцев 2013 года составил 1 524,7 тыс. пассажиров, с уменьшением к 1 полугодию 2012 года на 6,5 %. 26 декабря 2016 года, в связи с трудным финансовым положением, ГУ РМЭ «Козьмодемьянское АТП» прекратило автобусное сообщение на городских и районных маршрутах. В марте 2017 года были запущены несколько рейсов в район и несколько автобусов по городу.

## Климат
В Козьмодемьянске умеренно континентальный климат, благодаря влиянию Волги он мягче, чем в Йошкар-Оле.
- Среднегодовая температура воздуха — 4,8 °C
- Относительная влажность воздуха — 74,0 %
- Средняя скорость ветра — 3,2 м/с

| Показатель                        | Янв.  | Фев. | Март | Апр. | Май  | Июнь | Июль | Авг. | Сен. | Окт. | Нояб. | Дек. | Год |
| --------------------------------- | ----- | ---- | ---- | ---- | ---- | ---- | ---- | ---- | ---- | ---- | ----- | ---- | --- |
| Средний суточный максимум, °C     | −8    | −7   | −1   | 9    | 18   | 22   | 24   | 21   | 15   | 7    | −1    | −6   | 8   |
| Средняя температура, °C           | −10,4 | −9,1 | −3,6 | 5,5  | 13,4 | 18,0 | 20,0 | 17,6 | 11,4 | 4,5  | −3,7  | −7,9 | 4,8 |
| Средний суточный минимум, °C      | −14   | −14  | −7   | 2    | 8    | 13   | 15   | 13   | 8    | 2    | −6    | −12  | 1   |
| Источник: sunmap.eu World Climate |       |      |      |      |      |      |      |      |      |      |       |      |     |

## Достопримечательности, культура
В городе действует Козьмодемьянский музейный комплекс в составе:
- художественно-исторический музей имени А. В. Григорьева[44] (полотна Айвазовского, Кандинского, Коровина, Машкова, Малявина);
- этнографический музей под открытым небом[45] предлагает экспозицию, демонстрирующую быт и культуру горных марийцев;
- музей Остапа Бендера[46] содержит инсталляции и предметы быта, так или иначе касающиеся событий романов Ильфа и Петрова «12 стульев» и «Золотой телёнок»;
- музей купеческого быта[47], демонстрирующий интерьер (мебель, предметы быта) купеческого дома.

В городе действует Дом морёного дуба, в котором развёрнута единственная в России экспозиция, посвящённая уникальному природному материалу — морёному дубу.
В городе действует Горномарийский драматический театр.
В городе сохранилась так называемая Стрелецкая башня — часовня, построенная в 1697 году.
В Козьмодемьянске ежегодно с 1995 года проводится юмористический фестиваль «Бендериада», названный в честь героя романов Ильфа и Петрова Остапа Бендера. Некоторые литературоведы считают, что прообразом для описанного в романе «Двенадцать стульев» города Васюки послужил именно Козьмодемьянск, что оспаривается жителями расположенного выше по течению Васильсурска.
Историческая территория Козьмодемьянска занимает 120 га. Здесь расположены 150 памятников, в том числе 12 — федерального значения и 40 — республиканского. В последние десятилетия велось большое строительство в нагорной части города, и теперь Козьмодемьянск предстаёт в двух ипостасях: древней и современной.
29 июля 2010 года Козьмодемьянск исключён из списка исторических городов.

## Социальная сфера
Медицинское обслуживание населения осуществляет ЦРБ. Стационар объединяет 11 отделений, где медпомощь оказывается по 18 профилям. Амбулаторно-поликлинический приём ведётся по 33 специальностям.
В Козьмодемьянске функционируют Дворец культуры, спортивный комплекс и другие социально-культурные учреждения. Действуют две школы бокса, тренажёрный клуб «Атлант», клуб кикбоксинга «kmtk12», две ДЮСШ, фитнес-клуб «ART» и бассейн «Волга». Студия хореографии «САНА+».

## Международные отношения

### Города-побратимы
- Инохоса-дель-Дуке (Испания), с 18 сентября 2019 года[50].

## Люди, связанные с городом

### Почётные граждане
- Альпидовский Михаил Гаврилович (1983)
- Архангельская Елена Михайловна (1983)
- Соловьёв Василий Флегонтович (2000)
- Романов Михаил Платонович (2003)
- Смирнов Иван Георгиевич (2024)

### Известные уроженцы
- Криворотов Владимир Фёдорович (1923—1945) — Герой Советского Союза.
- Кузнецов Иван Петрович (1899—1983) — советский военный деятель. В годы Великой Отечественной войны и советско-японской войны — старший оперуполномоченный Особого отдела НКВД 145 танковой бригады 31 армии; заместитель начальника контрразведки «Смерш» 144 стрелковой дивизии 5 армии (1941—1945), майор (1945). Подполковник (1952). Дважды кавалер ордена Красного Знамени и ордена Отечественной войны. Член ВКП(б) с 1925 года.
- Забурдаев Николай Алексеевич (1909—1999) — советский и российский музеевед, краевед, писатель, заслуженный работник культуры РСФСР.
- Мальгина Наталья Ивановна (1887—1974) — русский советский педагог, заслуженный учитель школы РСФСР.
- Морова Наталья Сергеевна (род. 1949) — советский и российский деятель науки, доктор педагогических наук, профессор, общественный деятель. Заслуженный работник высшей школы Российской Федерации (2000). Заслуженный деятель науки Марийской ССР (1991). Лауреат Премии Ленинского комсомола (1991) и Государственной премии Республики Марий Эл имени М. Н. Янтемира (2013). Почётный гражданин Йошкар-Олы (2021).
- Мыльникова Маргарита Александровна (1922—1998) — марийская советская певица, музыкальный педагог. Солистка фронтовой концертной бригады Марийской государственной филармонии имени Я. Эшпая (1943―1945). Заслуженная артистка Марийской АССР (1951).
- Николаев Леонид Владимирович (1894—1974) — русский советский военный деятель, офицер государственной безопасности. Участник Первой мировой войны, Гражданской войны в России и Великой Отечественной войны. Кавалер 5 военных орденов СССР и Российской империи. Член РКП(б).
- Петропавловский Леонард Павлович (1924—1994) — советский военный деятель. В годы Великой Отечественной войны — командир огневого, топографического взвода 111 стрелкового полка 55 стрелковой дивизии на 1-м Белорусском и 1-м Украинском фронте; адъютант командующего артиллерией 28-й армии П. Петропавловского, гвардии старший лейтенант (1942—1945). Трижды кавалер ордена Отечественной войны и дважды — ордена Красной Звезды. Член ВКП(б) (1947—1952).
- Савинов Алексей Изосимович (1921—1993) — советский военный деятель. Участник Великой Отечественной войны, участник Парада Победы в Москве (1945). Кавалер ордена Славы и дважды — ордена Отечественной войны.
- Шабарин Евлампий Алексеевич (1904—1989) — советский партийный и административный деятель, председатель исполкома Йошкар-Олинского городского Совета депутатов трудящихся Марийской АССР.

### Известные жители
- Аханщиков Иринарх Владимирович (1884—1956) — русский советский педагог. Заведующий, педагог начальной школы № 2 г. Козьмодемьянска (1918—1937, 1941—1952). Заслуженный учитель школы РСФСР (1951). Кавалер ордена Ленина (1949).
- Быстров Александр Васильевич (1924—1993) — советский организатор промышленности. Первый директор завода «Потенциал» — одного из градообразующих предприятий г. Козьмодемьянска Марийской АССР (1966—1979). Участник Великой Отечественной войны. Член КПСС.
- Бурашников Михаил Васильевич (1904—1992) — советский военный деятель. Участник Великой Отечественной войны. Полковник (1953). Кавалер ордена Ленина (1953).
- Гаврилов Михаил Аполлонович (1905—1989) — советский педагог. Учитель математики Козьмодемьянского педагогического училища (1947—1956) и Козьмодемьянской школы-интерната Марийской АССР (1956―1960). Заслуженный учитель школы РСФСР (1951). Участник Великой Отечественной войны.
- Гоффе Владимир Иванович (1907—1961) — советский военачальник. Участник Гражданской войны в Испании (1937―1938), советско-японской войны (1945) и подавления вооружённого восстания в Венгрии (1956). Командующий артиллерией Прикарпатского военного округа (1958―1960), генерал-лейтенант артиллерии (1958). Член ВКП(б) с 1939 года.
- Костатеев Павел Алексеевич (1925—1994) — марийский советский педагог, партийный и административный деятель. Председатель Горномарийского районного исполкома (1960—1962) и Козьмодемьянского городского исполкома Марийской АССР (1962—1965). Директор Козьмодемьянского техникума электронных приборов (1969—1987). Заслуженный учитель школы РСФСР (1981). Участник Великой Отечественной войны и советско-японской войны. Член ВКП(б) с 1946 года.
- Лунин Виктор Никандрович (1925—2012) — командир отделения разведки 315 гвардейского горнострелкового Севастопольского полка 128-й горнострелковой дивизии на 4 Украинском фронте, гвардии красноармеец. Участник Великой Отечественной войны и войны с Японией (1945). Дважды кавалер ордена Славы и трижды ― ордена Отечественной войны.
- Раева Татьяна Николаевна (1894—1977) — русский советский педагог. Заслуженный учитель школы РСФСР (1951). Кавалер ордена Ленина (1949).
- Смирнов Георгий Николаевич (1901—1962) — советский врач-фтизиатр. Главный врач Козьмодемьянской городской больницы (1934―1952) и Козьмодемьянского противотуберкулёзного диспансера Марийской АССР (1934―1960). Заслуженный врач РСФСР (1959).
- Целерицкий Константин Петрович (1856 — после 1923) — русский и советский врач. Старший врач Козьмодемьянского уезда Казанской губернии (с 1891). Герой Труда (1923).